# Toribio de Benavente Motolinia
Toribio de Benavente Motolinia OFM, właśc. Toribio Paredes (ur. w 1482 w Benavente, zm. w 1568 w Meksyku) – hiszpański franciszkanin, jeden z pierwszych dwunastu misjonarzy w Nowej Hiszpanii, pisarz.

## Życiorys
Toribio Paredes urodził się w 1482 w Benavente w prowincji Zamora. Po wstąpieniu do franciszkanów, jak to mieli w zwyczaju zakonnicy, zaczął używać nazwy rodzinnego miasta zamiast nazwiska. W 1523 został wybrany do grupy pierwszych misjonarzy, którzy mieli udać się do Nowego Świata.
Po przybyciu do Meksyku został przyjęty przez Ferdynanda Corteza. Gdy przybył do Tlaxcala Indianie, widząc jego mizerny habit, nazywali go Motolinia, co w języku nahuatl oznacza "biedak". Słowo to było pierwszym, jakiego nauczył się w miejscowym języku i wybrał je jako własny przydomek. W latach 1524–1527 był gwardianem Klasztoru św. Franciszka w Meksyku. W latach 1527–1529 wizytował nowe placówki misyjne w Gwatemali i Nikaragui. Po powrocie do Meksyku przebywał w klasztorze w Huejotzinco pod Tlaxcalą, m.in. broniąc Indian przed nadużyciami ze strony hiszpańskiego gubernatora Nuño Beltrán de Guzmána. Motolinia zasugerował Indianom, by zwrócili się do biskupa Juan de Zumárragi, ten jednak oskarżył go o organizowanie rewolty przeciwko administracji królewskiej. W 1530 Toribio Motolinia przeniósł się klasztoru w Tlaxcali. Przyczynił się do powstania miasta Puebla w środkowym Meksyku. Był aktywny na polu misjonarskim, biorąc udział w wyprawach do Tehuantepec, Gwatemali i na Jukatan.
Chociaż Motolinia nie akceptował polityki gubernatora Guzmána, nie podzielał też jednak opinii dominikanina Bartolomé de Las Casas, który widział w konkwiście i poddawaniu Indian administracji królewskiej czyny przeciwne moralności chrześcijańskiej. Motolinia był przekonany, że Bóg obroni Indian, gdy przejdą na chrześcijaństwo. Dla Motolinia praca misyjna była więc ważniejsza niż walka z encomiendą. W liście do króla Karola V starał się zdyskredytować Bartolomé de Las Casasa. Nazwał go człowiekiem "ciężkim, niespokojnym, natrętnym, gwałtownym, obraźliwym i pełnym uprzedzeń", a nawet apostatą z powodu odmowy przyjęcia urzędu biskupa Chiapas.
Toribio Motolinia założył liczne wspólnoty i klasztory na terenie Meksyku, chrzcząc ponad 400 000 Indian. Przed śmiercią mieszkał w Klasztorze św. Franciszka w Meksyku, gdzie zmarł w 1568. Uważany jest za jednego z wielkich ewangelizatorów Meksyku.

## Dzieła
Motolinia napisał dwa dzieła dotyczące Azteków:
- Historia de los Indios de la Nueva España, pierwsza publikacja w 1858
- Memoriales, pierwsza publikacja w 1903